# نادي الأرطاوي
نادي الأرطاوي السعودي هو أحد أندية الدرجة الرابعة بمنطقة الرياض، تأسس عام 1397 هـ في محافظة شقراء. تأسس النادي في عهد الملك خالد بن عبد العزيز. وحاز على العديد من البطولات على مستوى المحافظة وعلى خارجها.